# ديبورتيفو داس أيفيس
نادي ديبورتيفو داس أيفيس هو نادي كرة قدم في البرتغال تأسس في 12 نوفمبر 1930. يلعب في الدوري البرتغالي الممتاز.

## وصلات خارجية
- الموقع الرسمي